# Lista dos aeroportos da Suíça
Lista dos aeroportos da Suíça:

## Lista dos aeroportos
| Nome em português Nome oficial                                            | IATA        | ICAO | Inauguração | Passageiros         | Movimentação | Localização          |
| ------------------------------------------------------------------------- | ----------- | ---- | ----------- | ------------------- | ------------ | -------------------- |
| Aeroporto de Basel-Mulhouse-Freiburg Euro-Airport Basel Mulhouse Freiburg | BSL/MLH/EAP | LFSB | 1946        | 6.523.874           | 89.474       | Saint-Louis (França) |
| Aeroporto de Berna-Belp Regionalflugplatz Bern-Belp                       | BRN         | LSZB | 1929        | 107.287             | 48.901       | Belp                 |
| Aeroporto de Samedan Engadin Airport                                      | SMV         | LSZS | 1938        | 34.000 Estado: 2007 | 22.220       | Samedan              |
| Aeroporto Internacional de Genebra Aéroport International de Genève       | GVA         | LSGG | 1922        | 11.522.302          | 190.113      | Cointrin             |
| Aeroporto de Grenchen Airport Grenchen                                    | ZHI         | LSZG | 1931        | 50.100              | 74.949       | Grenchen             |
| Aeroporto de Lugano-Agno Lugano Airport                                   | LUG         | LSZA | 1938        | 188.796             | 23.996       | Agno                 |
| Aeroporto de Sion Aéroport de Sion/Sitten                                 | SIR         | LSGS | 1935        | 33.646 Estado: 2007 | 44'221       | Sion                 |
| Aeroporto de São Galo-Altenrhein Business Airport St. Gallen-Altenrhein   | ACH         | LSZR | 1927        | 104.087             | 27.940       | Altenrhein           |
| Aeroporto de Zurique Flughafen Zürich                                     | ZRH         | LSZH | 1953        | 22'099.233          | 274.991      | Kloten               |